# Xinjiang Papers
De term Xinjiang Papers verwijst naar meer dan 400 pagina's aan interne Chinese documenten, verstrekt aan de New York Times, die een "ongekend kijkje achter de schermen" tonen in de repressie tegen de moslimminderheid in de Chinese Autonome Regio Xinjiang en de heropvoedingskampen van Xinjiang.

## Inhoud
Deze 403 pagina's met documenten omvatten 96 pagina's met toespraken van president Xi Jinping, 102 pagina's met toespraken van andere politieke figuren, 161 pagina's met richtlijnen en rapporten over de controle over de Oeigoerse bevolking in Xinjiang, en 44 pagina's met interne onderzoeken naar lokale functionarissen.
De documenten worden beschreven als “de grootste lekken van overheidsdocumenten binnen de regerende Chinese Communistische Partij in decennia.”

## China Cables
Zeventien mediakanalen onthulden een paar dagen later, op 24 november 2019, de China Cables, het onderzoek door het International Consortium of Investigative Journalists naar het repressie- en detentiebeleid van de Chinese staat in Xinjiang jegens de Oeigoerse bevolking.